# Уормвуд
«Уо́рмвуд» (англ. Wormwood) — американский мини-сериал в жанре докудрама, снятый режиссёром Эрролом Моррисом. Все шесть эпизодов вышли на платформе Netflix 15 декабря 2017 года. За работу над лентой Моррис был номинирован на премию Гильдии режиссёров США за лучшую режиссуру документального фильма.

## Сюжет
Фильм рассказывает о загадочной смерти сотрудника американской военной бактериологической лаборатории Фрэнка Олсона, произошедшей в 1953 году. Согласно первоначальной версии, Олсон покончил с собой, выбросившись из окна. Спустя много лет, в 1975 году, выясняется, что происшествие было связано с секретной программой ЦРУ по испытанию на людях психотропных веществ (в том числе ЛСД). Эрик, сын Фрэнка, убеждён, что это далеко не вся правда, и начинает собственное расследование.
Картина сочетает документальные интервью с действующими лицами (Эриком Олсоном, журналистом Сеймуром Хершем, адвокатами, следователями) и игровое воспроизведение событий. Название отсылает к библейской звезде Полынь — символу безмерной горечи.

## В ролях
- Питер Сарсгаард — Фрэнк Олсон
- Молли Паркер — Элис Олсон
- Кристиан Камарго — доктор Роберт Лэшбрук
- Скотт Шеперд — Винсент Рувет
- Тим Блейк Нельсон — Сидни Готлиб
- Джимми Симпсон — агент ЦРУ
- Боб Балабан — доктор Гарольд Абрамсон
- Майкл Чернус — Мэл

## Производство
Чтобы соответствовать новым правилам «„Оскара“ за лучший документальный полнометражный фильм» на 90-й церемонии награждения (Академия кинематографических искусств и наук не допустила к участию документальные фильмы, состоящие из нескольких частей; например — победитель премии 2017 года «О. Джей: Сделано в Америке»), «Уормвуд» был смонтирован заново. Тем не менее, сериал всё равно не был допущен к номинации в этой категории, однако может быть номинирован во всех остальных.

## Релиз
В сентябре 2017 года сериал был показан на 74-м Венецианском кинофестивале.